# Bergeranthus vespertinus
Bergeranthus vespertinus es una especie de planta suculenta perteneciente a la familia Aizoaceae.

## Descripción
Es una planta suculenta perennifolia que alcanza un tamaño de 2 a 5'4 cm de altura, que se encuentra en Sudáfrica a una altitud de  50 - 1798 metros.

## Taxonomía
Bergeranthus vespertinus fue descrita por (Berger) Schwantes y publicado en Z. Sukkulentenk. 2: 180 1926.
Etimología
Bergeranthus: nombre genérico que fue otorgado en honor de Alwin Berger, botánico alemán conocido por su contribución a la nomenclatura de las plantas suculentas, particularmente agaves y cactos. 
vespertinus: epíteto latino que significa "de la tarde".
Sinonimia
- Mesembryanthemum vespertinum A.Berger basónimo
- Bergeranthus jamesii L.Bolus
- Bergeranthus longisepalus L.Bolus	[4]